# Dudeïsme
Het dudeïsme is een religie, filosofie en levenswijze geïnspireerd op The Dude, protagonist uit de film The Big Lebowski. De filosofie werd in 2005 gevestigd door de journalist Oliver Benjamin.
Het dudeïsme wordt ook wel als een parodie op religie gezien en bevat verwijzingen naar films, en kritiek op traditionele religies. De oprichter en volgelingen geven aan de onderliggende filosofie serieus te nemen.
De leer is een soort gemoderniseerde vorm van taoïsme, ontdaan van alle metafysische en geneeskundige stellingen. Het dudeïsme moedigt aan om het vooral rustig aan te doen.